# Bazouges Cré sur Loir
Bazouges Cré sur Loir ist eine französische Gemeinde mit 1.946 Einwohnern (Stand: 1. Januar 2022) im Département Sarthe in der Region Pays de la Loire; sie gehört zum Arrondissement La Flèche und zum Kanton La Flèche. 
Zum 1. Januar 2017 wurden die bis dahin eigenständigen Kommunen Bazouges-sur-le-Loir und Cré-sur-Loir zur Commune nouvelle Bazouges Cré sur Loir zusammengelegt.

## Geografie
Bazouges Cré sur Loir liegt etwa 55 Kilometer südöstlich von Le Mans am Fluss Loir, in den hier sein Zufluss Verdun einmündet. Umgeben wird Bazouges Cré sur Loir von den Nachbargemeinden Crosmières im Norden, La Flèche im Osten, Baugé-en-Anjou im Südosten und Süden, Les Rairies im Südwesten sowie Durtal im Westen und Nordwesten.
| Ortsteil                                 | ehemaliger INSEE-Code | Fläche (km²) | Einwohnerzahl (2016) |
| ---------------------------------------- | --------------------- | ------------ | -------------------- |
| Bazouges-sur-le-Loir (Verwaltungssitz)00 | 72025                 | 29,90        | 1267                 |
| Cré-sur-Loir                             | 72108                 | 17,19        | 0808                 |

## Bevölkerungsentwicklung
| Jahr                       | 2015 | 2016 | 2017 | 2018 | 2019 | 2021 |
| Einwohner                  | 2070 | 2075 | 2048 | 2021 | 1993 | 1951 |
| Quellen: Cassini und INSEE |      |      |      |      |      |      |

## Sehenswürdigkeiten

### Bazouges-sur-le-Loir
- Kirche Saint-Aubin aus dem 11. Jahrhundert, seit 1862 Monument historique
- Schloss Bazouges, ursprünglich als Burganlage im 11. Jahrhundert errichtet, Umbauten aus dem 15. und 18. Jahrhundert, Monument historique seit 1928/1994
- Schloss La Barbée aus dem 15. Jahrhundert, spätere Umbauten, seit 1991 Monument historique
- Schloss Fontaines aus dem 15. Jahrhundert
- Schloss Ambrières mit Kapelle aus dem 18. Jahrhundert
- Schloss Sainte-Barbe mit Kapelle aus dem 17. Jahrhundert
- Schloss La Boizardière aus dem 16. Jahrhundert
- Herrenhaus Le Palais aus dem 15./16. Jahrhundert
- Herrenhaus La Corbinière aus dem 14./15. Jahrhundert

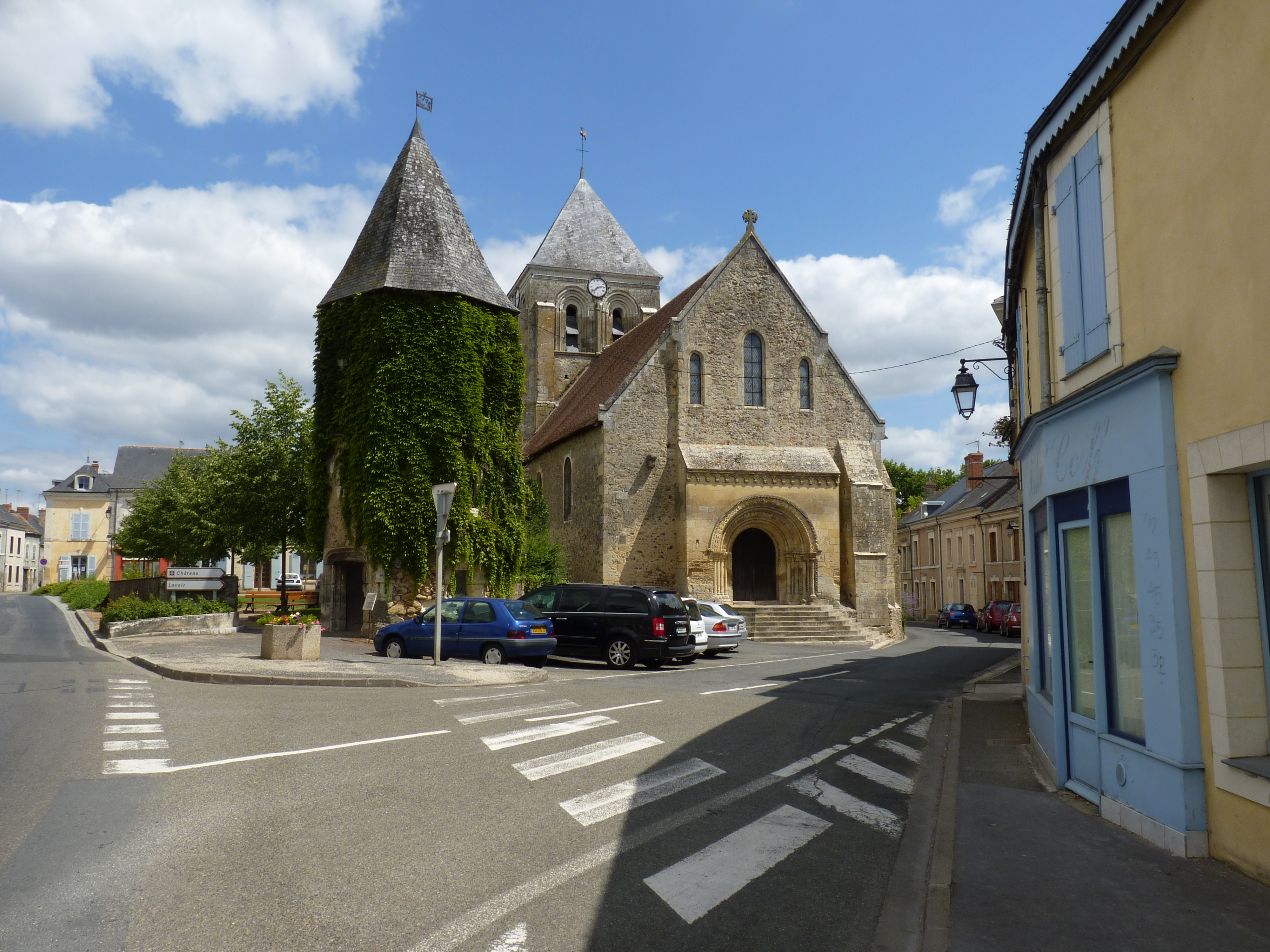
Kirche Saint-Aubin
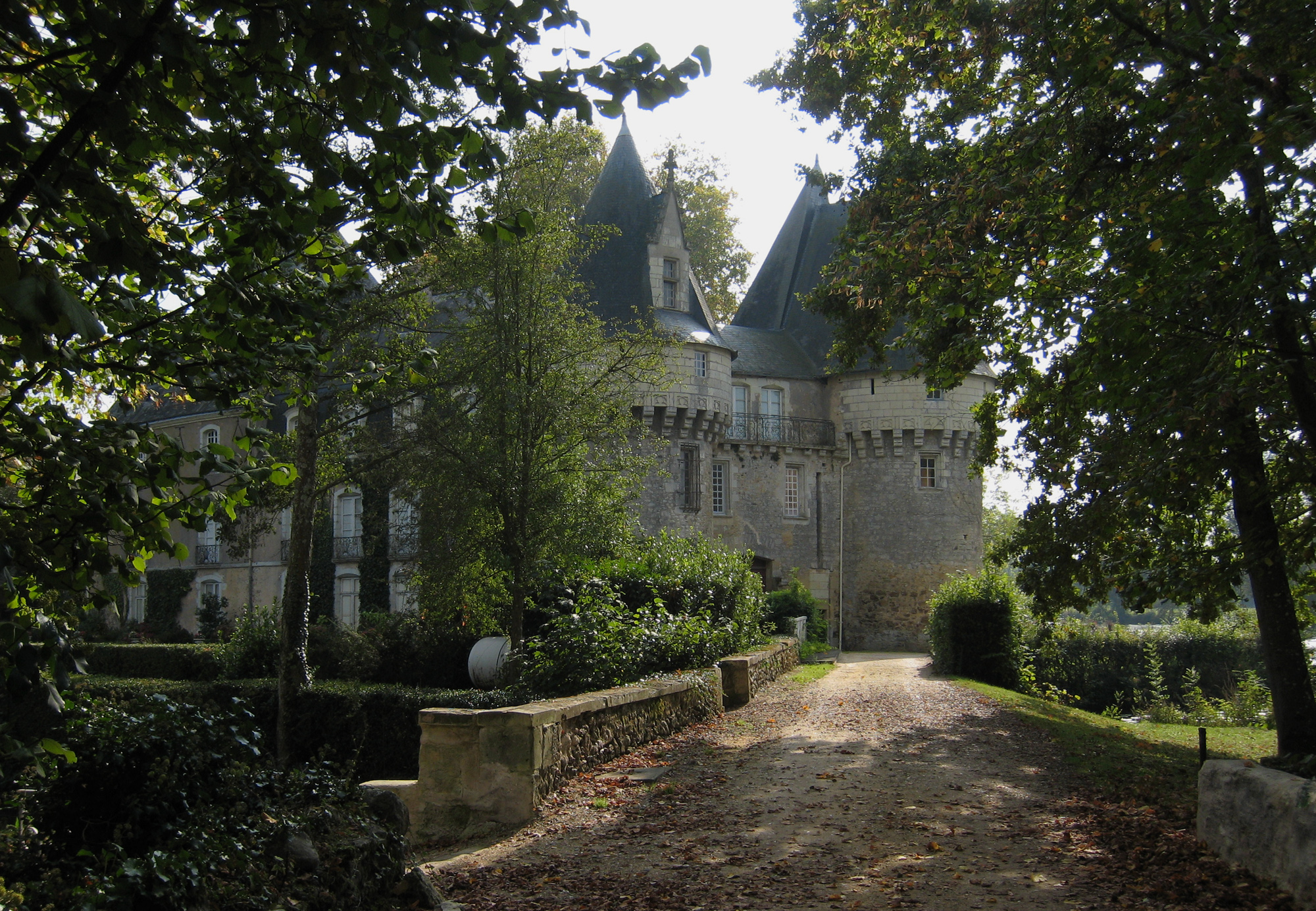
Schloss Bazouges
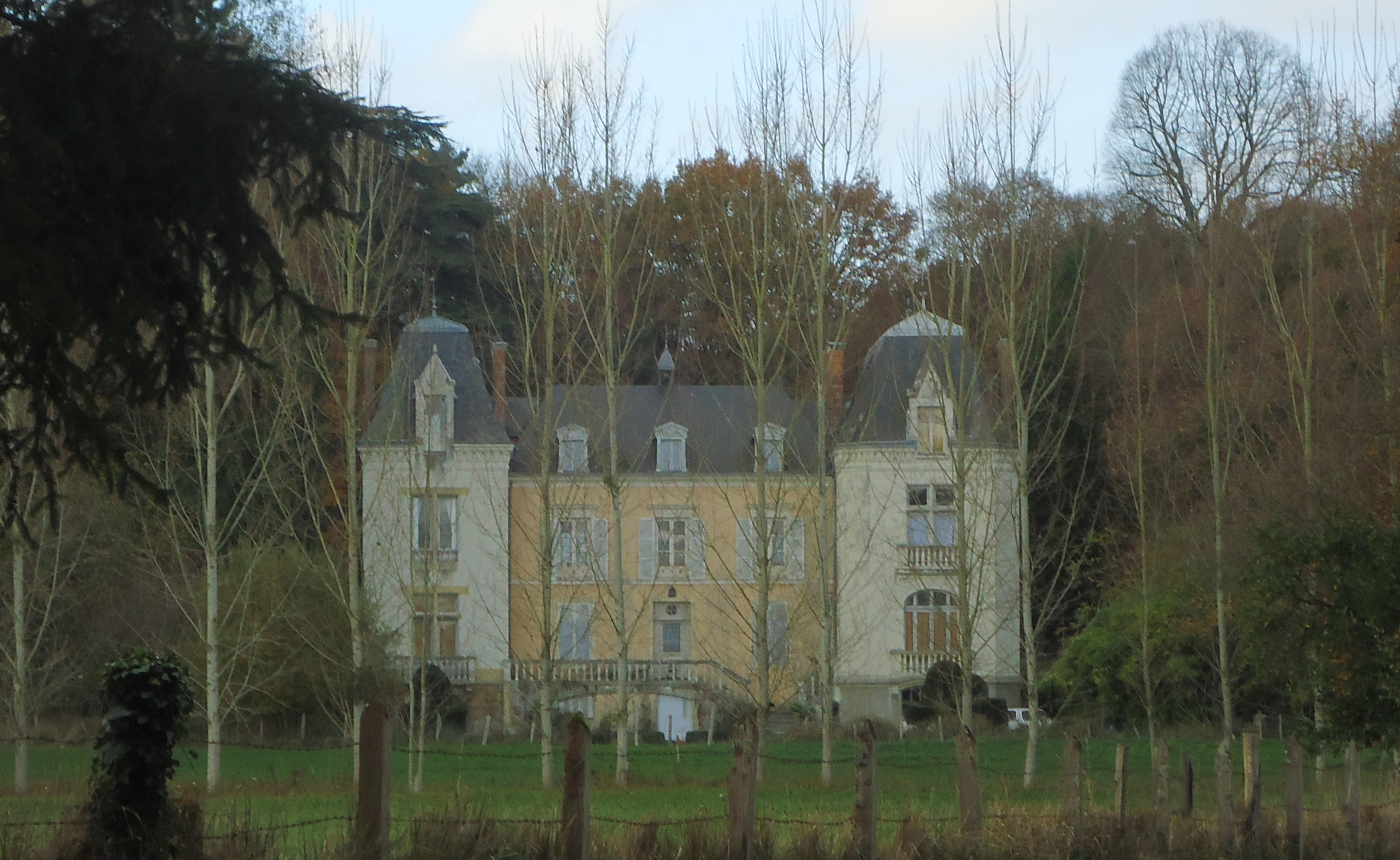
Schloss Fontaines
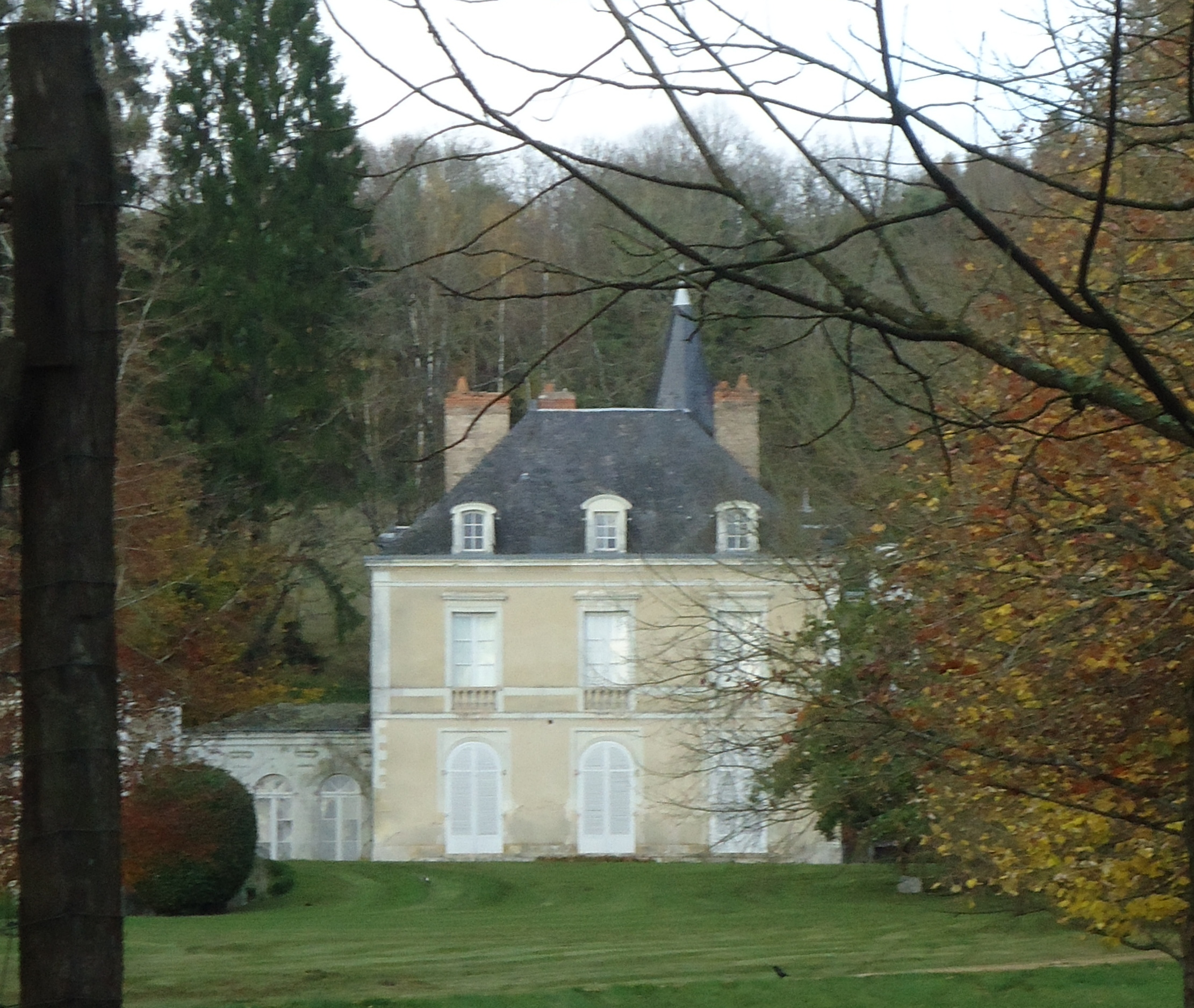
Schloss Ambrières
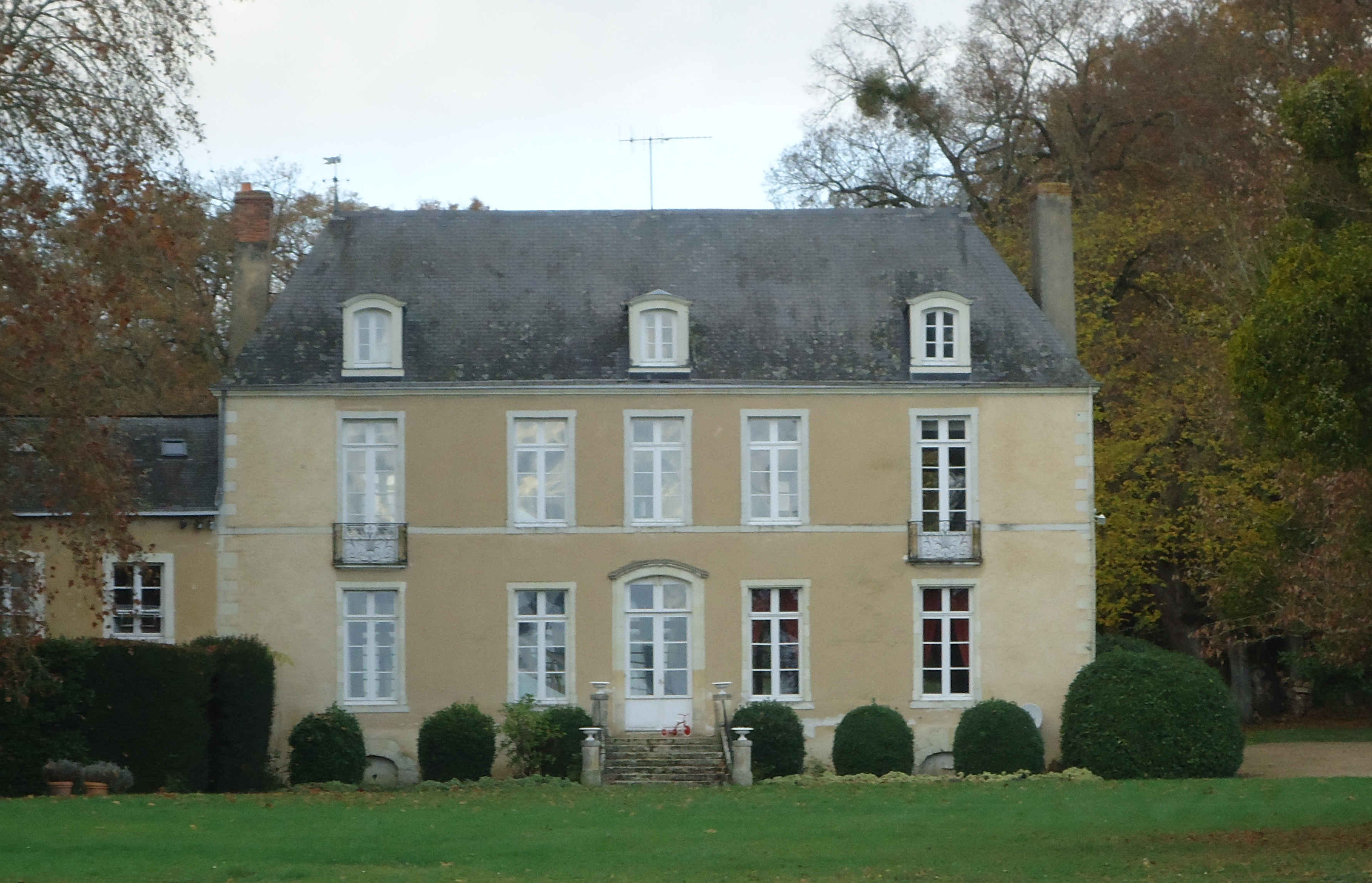
Schloss Sainte-Barbe
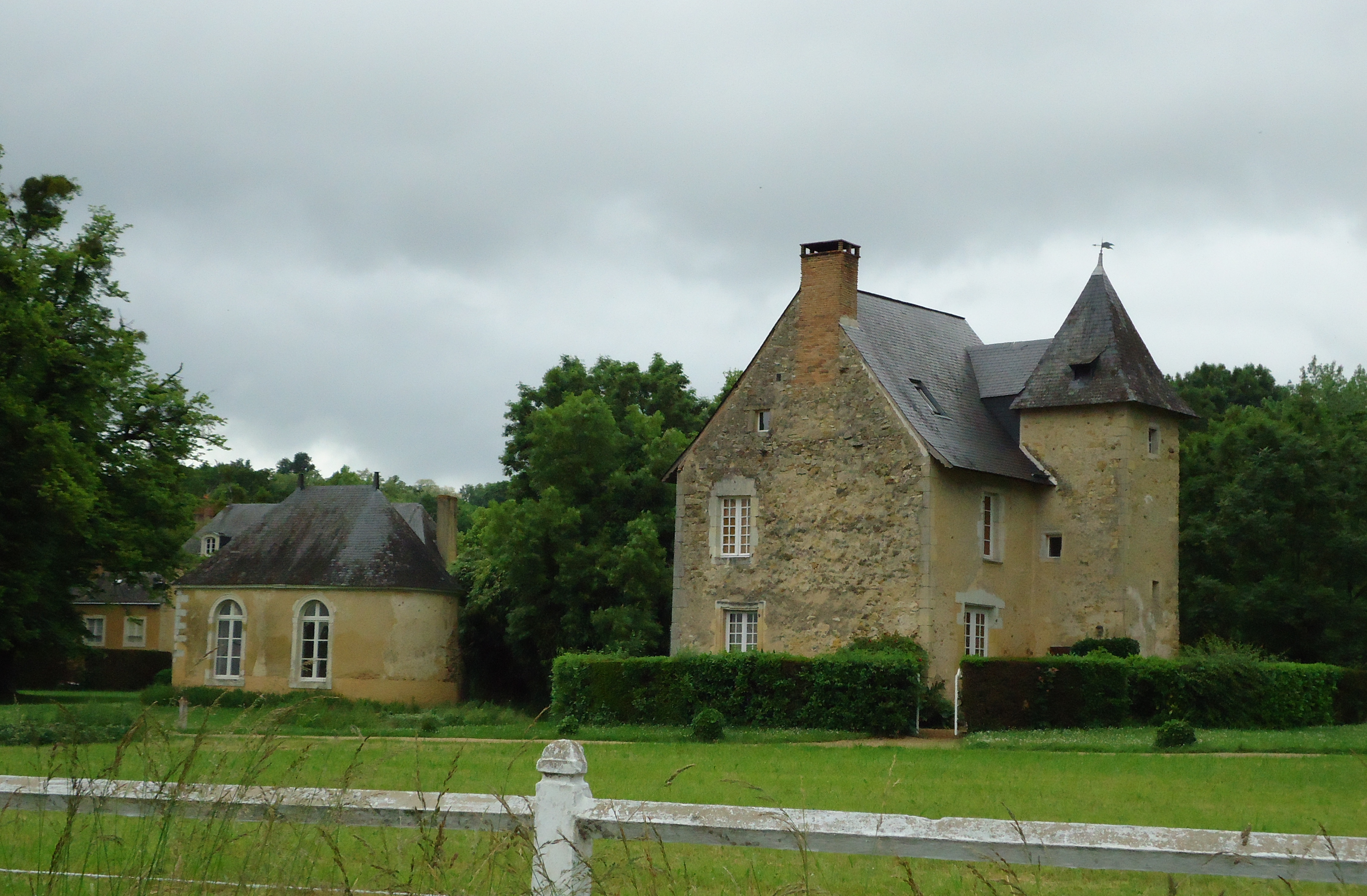
Herrenhaus Le Palais
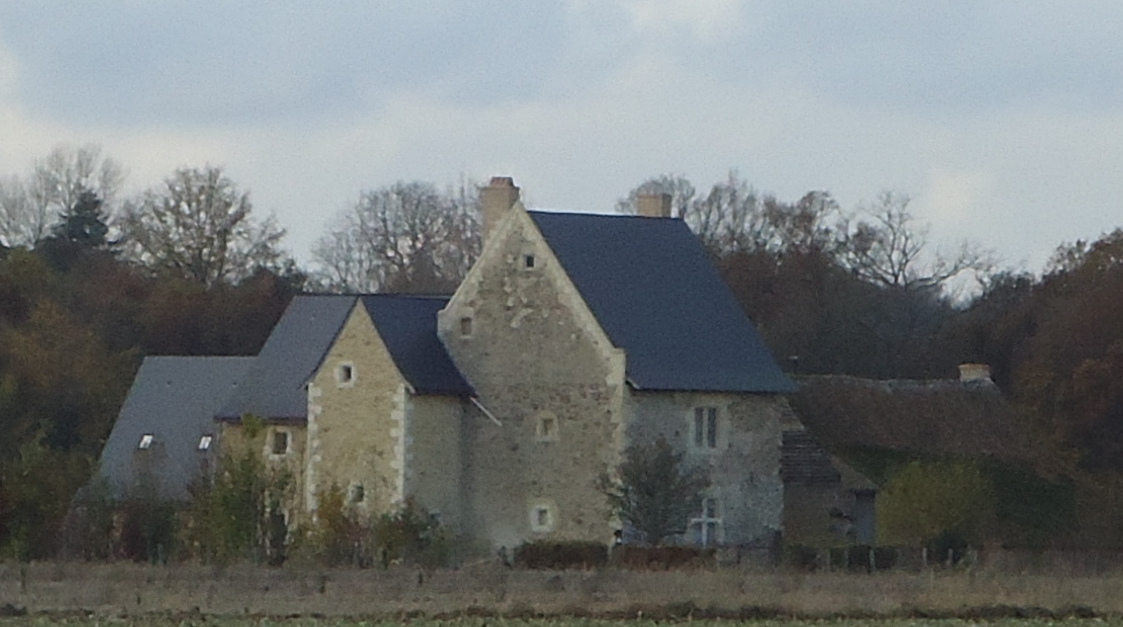
Herrenhaus La Corbinière

### Cré-sur-Loir
- Kirche Saint-Martin-de-Vertou aus dem 11. Jahrhundert, Glockenturm aus dem 12. Jahrhundert
- Kirche Sainte-Marie-des-Champs, Ende des 15. Jahrhunderts erbaut
- Priorei Notre-Dame-des-Champs
- Herrenhaus La Blottière aus dem 15. Jahrhundert, im 17. Jahrhundert umgebaut
- Schloss La Fontaine

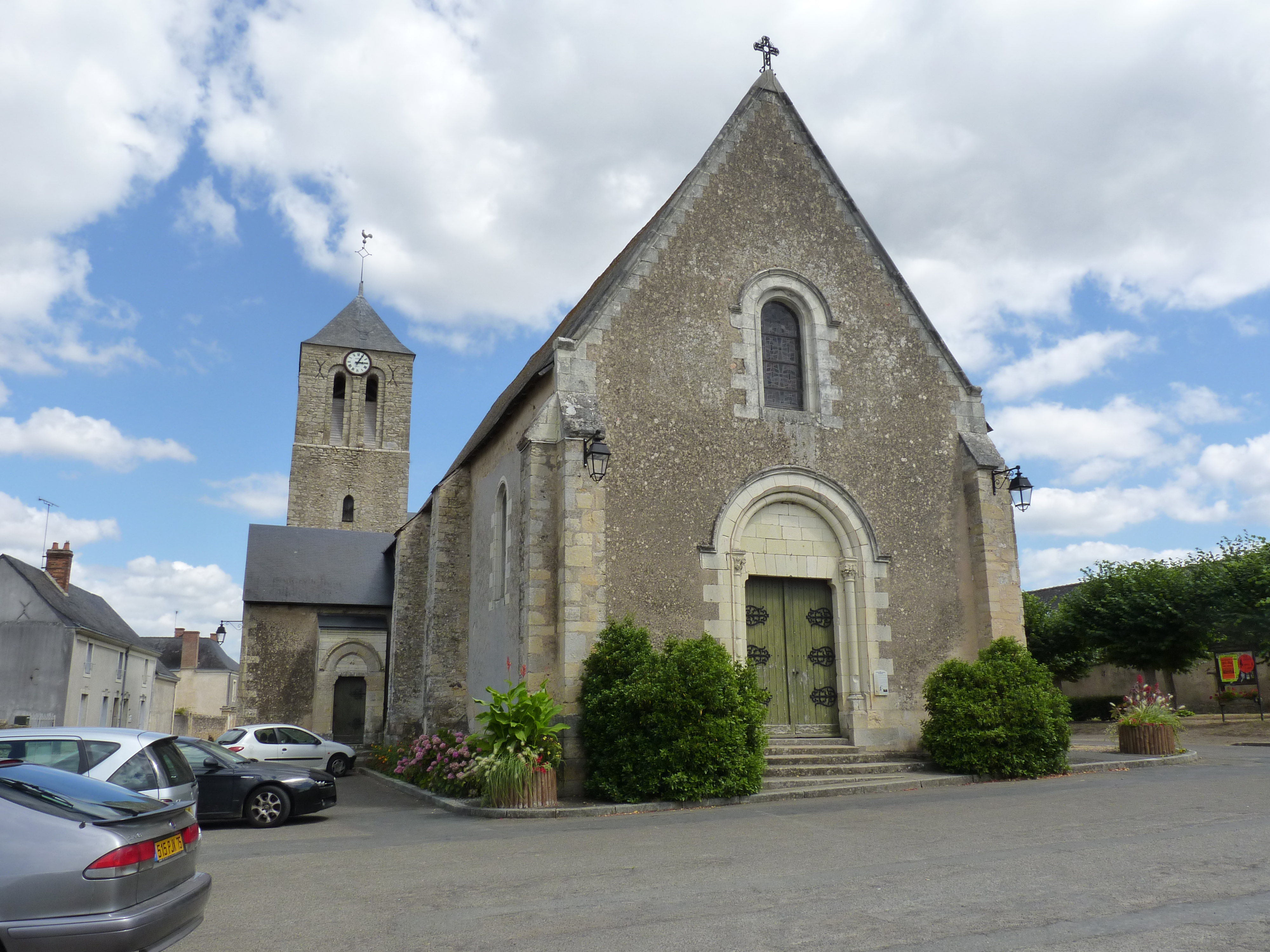
Kirche Saint-Martin-de-Vertou in Cré-sur-Loir